# Reserva de la biosfera de Laponia

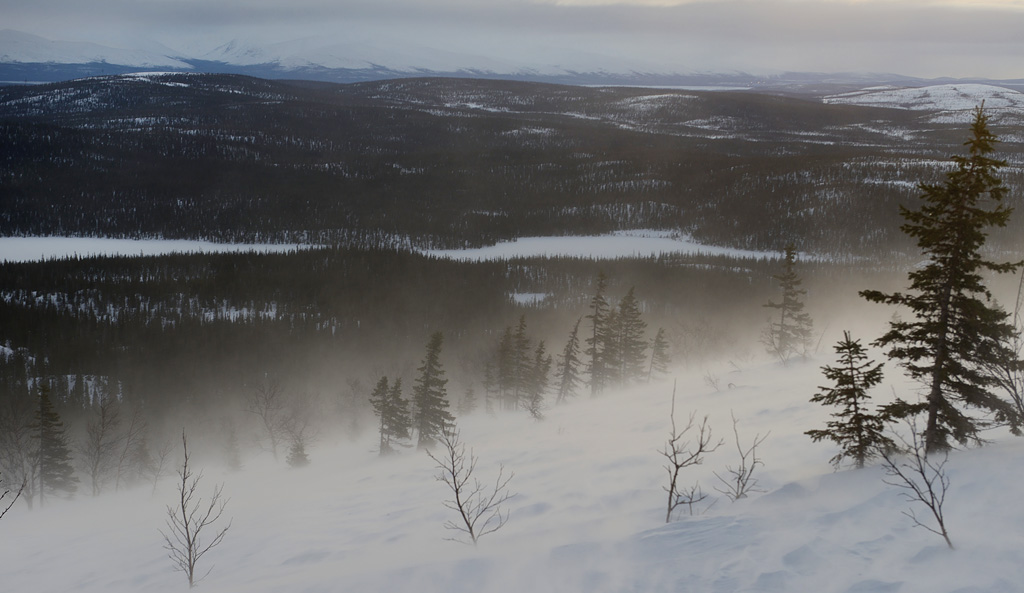

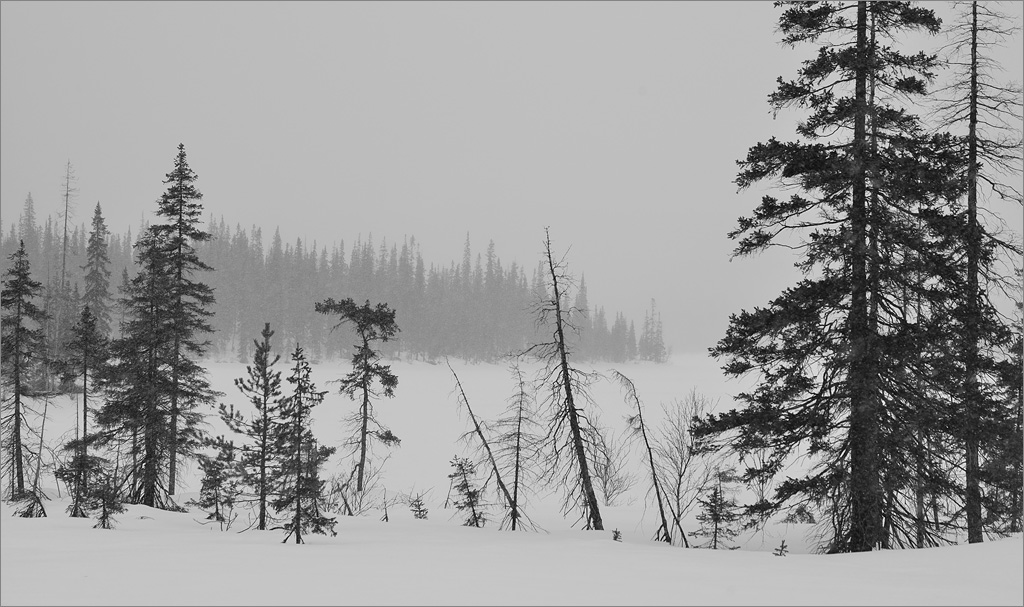

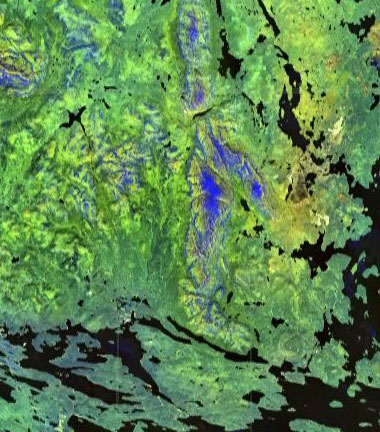
Reserva de Laponia

La reserva de la biosfera de Laponia (en ruso, Лапландский заповедник, Laplandski zapovédnik) es un zapovédnik en el distrito Monchegorsk del óblast de Múrmansk, en Rusia, más allá del Círculo polar ártico, que ocupa una superficie de 2.784 km² al noroeste del lago Imandra, incluyendo 86 km² de aguas continentales. La mayor parte del territorio está cubierto con taiga septentrional y tundra montana con el punto más alto en el monte Ebruchorr (1.115 m s. n. m.).
La reserva natural de Laponia se estableció en 1930. Sin embargo, fue abolida en 1951 junto con muchos otros zapovédniks de la Unión Soviética. Se restableció en 1957, pero en 1961-1965 se fusionó con la Reserva natural Kandalaksha. En 1983 los 1.613 km² de superficie de la reserva natural de Laponia se extendieron significativamente para incluir 1.296 km² de territorios al noroeste, más lejos de la contaminante influencia de la fundición de níquel de Monchegorsk y el zapovédnik entregó 124 km² cercanos a la ciudad. Desde 1985 el zapovédnik ha sido declarado una reserva de la biosfera por la UNESCO.
La reserva tiene un clima subártico (Dfc de Köppen). Sin embargo, está libre de permafrost. Las especies arbóreas predominantes son Pinus sylvestris subsp. lapponica, Picea obovata, Betula pendula, B. pubescens subsp. subarctica y B. pubescens subsp. tortuosa. Entre los animales, el principal objeto de estudio y protección es el reno salvaje.